# 利爾·杜爾克

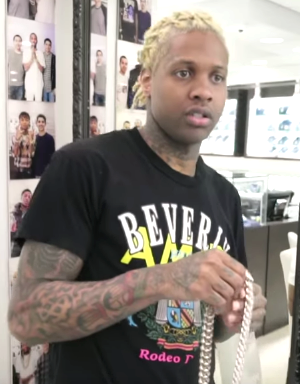
2019年的杜克（班克斯）

杜爾克·德里克·班克斯（英語：Durk Derrick Banks；1992年10月19日—），知名於其藝名利爾·杜爾克（英語：Lil Durk），美国饒舌歌手和词曲作者。他是嘻哈團體Only the Family的主要成员和创始人。2013年，班克斯以《Signed to the Streets》成名，并与Def Jam 唱片公司达成了合约。该公司分別在2015和2016年发行了他的首张录音室专辑《Remember My Name》和《Lil Durk 2X》 。
2024年10月，利爾·杜克因涉嫌串謀進行僱傭殺手而被聯邦當局逮捕。